# Incendio de Daca de 2010
El incendio de Daca de 2010 fue un incendio en la ciudad de Daca, Bangladés, el 3 de junio de 2010, que mató al menos a 124 personas (117 en el lugar, otras más tarde en el hospital). El incendio se produjo en la zona de Nimtali en la antigua Daca.

## Causas
El incendio se inició cuando explotó un transformador eléctrico. El jefe del departamento de bomberos especuló que el incendio fue avivado por perfumes, productos químicos y otros productos inflamables almacenados en las tiendas. La densidad de la zona residencial afectada dificultó a los bomberos sofocar el incendio. Además, las estrechas callejuelas del casco antiguo de Daca y las escaleras de los edificios antiguos dificultaron el acceso de los equipos de bomberos a la zona.

## Consecuencias
El incendio afectó a varios edificios residenciales en la zona de Nimtoli y atrapó a los residentes dentro de los apartamentos. El incendio comenzó a las 22.30 horas y duró más de tres horas. Al menos 124 personas murieron y más de 100 resultaron heridas por el incendio. El incendio afectó a una fiesta de boda, lo que exacerbó las víctimas. Uno de los edificios afectados por el incendio no tenía escaleras de incendio y sus ventanas estaban cubiertas por rejas metálicas.
Los heridos fueron tratados en el Hospital Universitario de Medicina de Daca, que tuvo dificultades para hacer frente al gran número de pacientes que sufrían quemaduras e inhalación de humo. Según un médico del hospital, la mayoría de las muertes parecían haber sido causadas por inhalación de humo y no por quemaduras. Las operaciones de rescate cesaron el 4 de junio de 2010.

## Apoyo financiero
Mirza Ali Behrouze Ispahany, presidente de M.M. Ispahani propuso ayuda financiera para las víctimas.